# Abierto de Estados Unidos 1972
El Abierto de Estados Unidos 1972 es un torneo de tenis disputado en superficie dura, siendo el cuarto y último torneo del Grand Slam del año.

## Finales

### Senior

#### Individuales masculinos[1]
Ilie Năstase vence a  Arthur Ashe, 3–6, 6–3, 6–7, 6–4, 6–3

#### Individuales femeninos[2]
Billie Jean King vence a  Kerry Melville Reid, 6–3, 7–5

#### Dobles masculinos[3]
Cliff Drysdale /  Roger Taylor vencen a  Owen Davidson /  John Newcombe, 6–4, 7–6, 6–3

#### Dobles femeninos[4]
Françoise Durr /  Betty Stöve vencen a  Margaret Court /  Virginia Wade, 6–3, 1–6, 6–3

#### Dobles mixto[5]
Margaret Court /  Marty Riessen vencen a  Rosemary Casals /  Ilie Năstase, 6–3, 7–5

### Junior[6]

#### Individuales masculinos
El torneo comenzó en 1973

#### Individuales femeninos
El torneo comenzó en 1974

#### Dobles masculinos
El torneo comenzó en 1982

#### Dobles femeninos
El torneo comenzó en 1982